# Crims a Barcelona. Amb l'aigua al coll
Crims a Barcelona. Amb l'aigua al coll (títol original en alemany, Der Barcelona-Krimi: Über Wasser halten) és un telefilm alemany del 2017 de temàtica policial dirigit per Jochen Alexander Freydank. És la pel·lícula pilot de la sèrie de telefilms de ficció criminal de l'ARD Crims a Barcelona amb Clemens Schick i Anne Schäfer en els papers principals. La primera emissió va tenir lloc el 2 de novembre de 2017 com a part de la franja de sèries de ficció criminal dels dijous en horari de màxima audiència del canal Das Erste. S'ha doblat al català per a TV3, que va emetre'l el 30 de març de 2025.

## Sinopsi
El comissari Xavi Bonet ensopega per casualitat amb un home greument ferit a la platja de Barcelona, un tal Miquel Soler, que ha rebut un fort cop al cap amb una ampolla de vidre. La comissària Fina Valent, acabada d'arribar de Mallorca, es capbussa immediatament en la investigació del cas. Bon coneixedor de la nit barcelonina, el Xavi intueix l'estreta relació d'aquest cas amb l'assassinat d'un venedor il·legal de llaunes de cervesa, l'immigrant sense papers Àrsalan Qureixi.

## Producció
El rodatge a Barcelona va durar del 7 de març al 24 d'abril de 2017, sota el títol provisional d'Über Wasser bleiben.